# Honda Integra
Honda Integra – samochód oferowany w Ameryce Północnej oraz w Hongkongu jako Acura Integra, na innych rynkach sprzedawany jako Honda. Występował jako hatchback oraz sedan o sportowym charakterze. Model ten oparty jest konstrukcyjnie na Hondzie Civic. Od 1998 do 2001 roku model Integra w wersji Type R był dostępny w niektórych krajach europejskich.

## Honda Integra I
Pierwsza generacja Hondy Integry zadebiutowała w Japonii w lutym 1985 roku jako Honda Quint Integra. Początkowo oferowany był tylko 3-drzwiowy hatchback (AV), w listopadzie 1985 roku zaprezentowano wersje 5-drzwiową (DA1), a w październiku 1986 roku wprowadzono 4-drzwiową wersję sedan (DA2). W 1986 roku model ten został wprowadzony na rynek północnoamerykański pod nowo utworzoną marką Acura.
Montowano następujące jednostki napędowe: 1.5 12V SOHC o mocy 86 KM, 1.6 16V DOHC w kilku wersjach, o mocy: 113, 118, 120, 125, 130 oraz 135 KM.

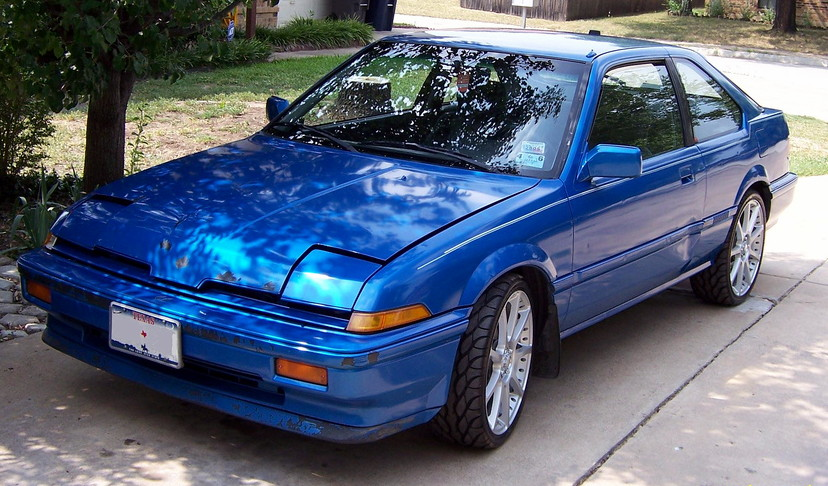
Acura Integra I hatchback (AV)

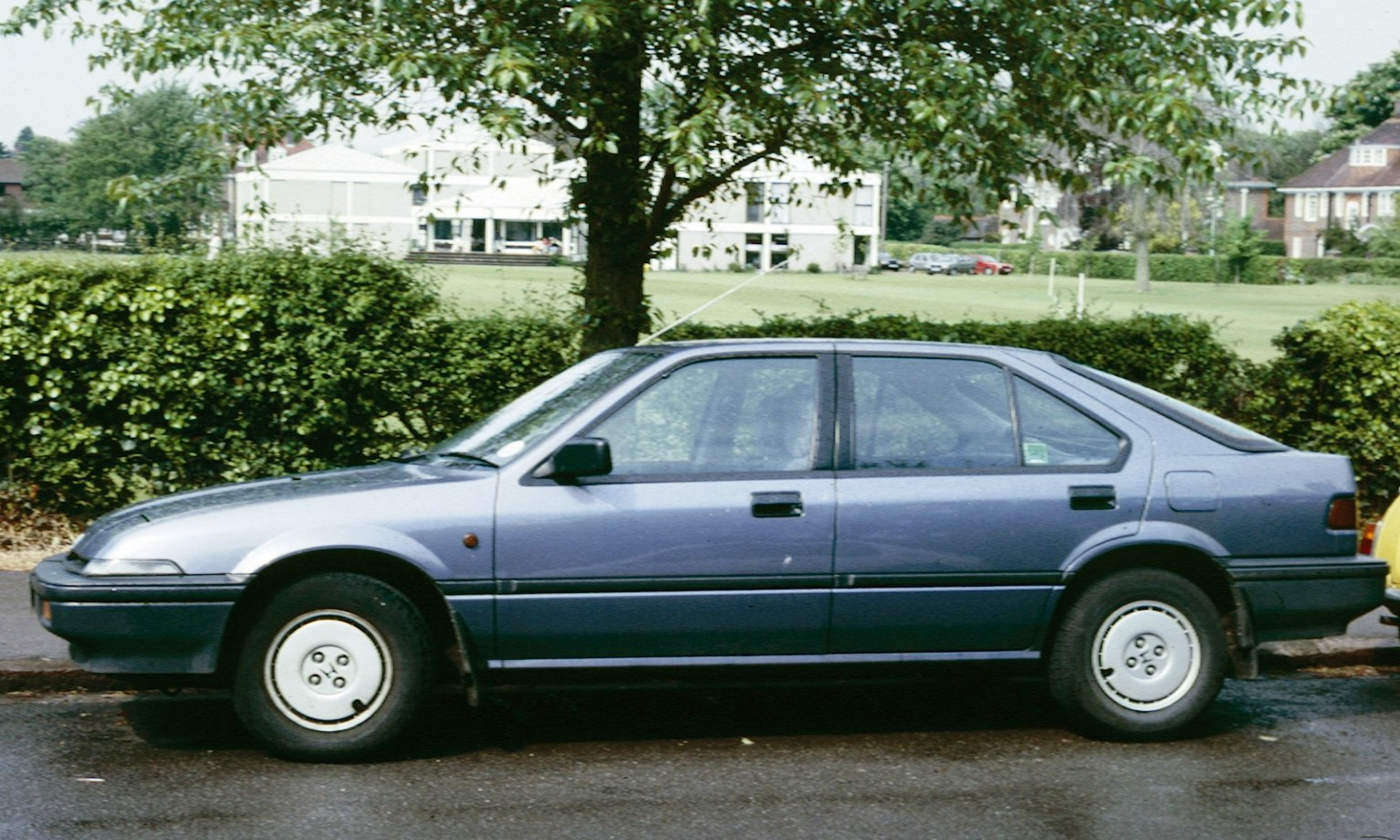
Honda Integra I hatchback (DA1)

W Ameryce Północnej samochód oferowany był tylko z jedną jednostka napędową, mianowicie z 4-cylindrowym silnikiem 1.6 16V DOHC (D16A1). W tamtych latach była to bardzo nowoczesna jednostka, charakteryzująca się dwoma wałkami rozrządu oraz wykonana w technice 4-zaworowej. Silnik ten był jednym z istotniejszych czynników, które przyczyniły się do popularności modelu. Jego moc wynosiła 113 KM (134 Nm), w latach 1986–1987 oraz 118 KM (137 Nm) w latach 1988–1989, większa moc wynikała z niewielkich modyfikacji w silniku, mianowicie lżejszych korbowodów i minimalnie zwiększonego stopnia sprężania. Potocznie słabsza jednostka określana była mianem "browntop", natomiast mocniejsza: "blacktop". Wynikało to z koloru jakim pokryta była pokrywa zaworów.
Model Integra oparty był na Hondzie Civic, jednak jako, że miał być w stosunku do niego usportowiony pojawiły się pewne modyfikacje w układzie zawieszenia oraz w układzie hamulcowym. Zawieszenie zostało utwardzone, natomiast przednie niewielkie tarcze hamulcowe oraz tylne bębny, zostały zastąpione przez hamulce tarczowe na wszystkich kołach oraz tarcze o powiększonej średnicy. Pojawiło się również szersze ogumienie.
Na większości rynków europejskich Integra pierwszej generacji była oferowana tylko w wersji pięciodrzwiowej, z silnikiem 1.5 12V SOHC 86 KM, a jedynie w Wielkiej Brytanii z silnikiem 1.6 16V DOHC o mocy 125 KM. W Australii z kolei model ten był sprzedawany jako Rover 416i.

## Honda Integra II
Druga generacja Hondy Integry zadebiutowała w 1989 roku. Ze względu na małą popularność, nie zaprezentowano wersji 5-drzwiowej, dlatego nowy model był oferowany wyłącznie jako 3-drzwiowy hatchback (DA5, DA6, DA9, DB2) oraz 4-drzwiowy sedan (DA7, DA8, DB1).

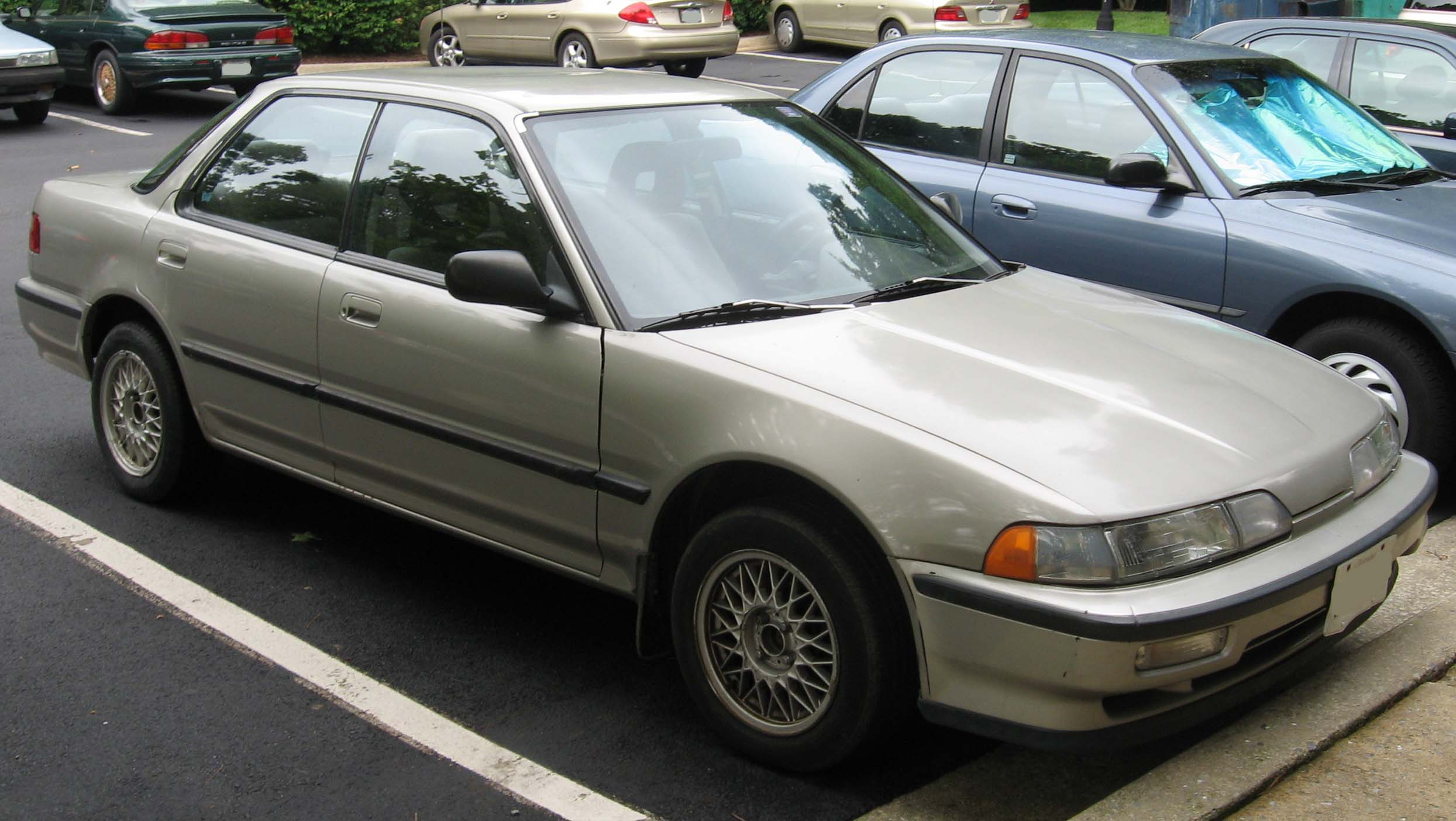
Acura Integra II sedan

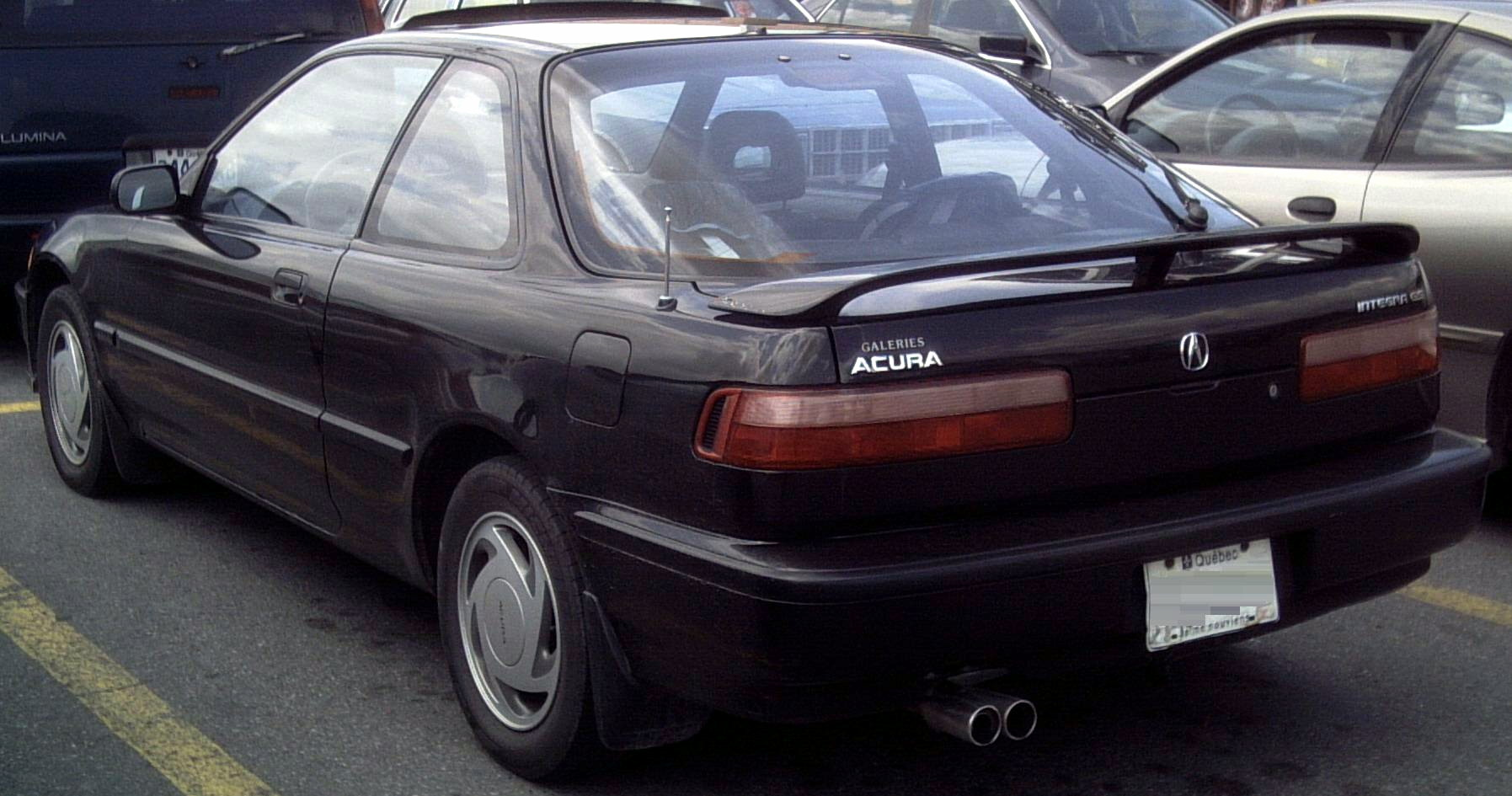
Acura Integra II coupe

Początkowo, na rynku północnoamerykańskim, Integra występowała tylko z silnikiem 1.8 16V DOHC (B18A1) o mocy 130 KM i maksymalnym momencie obrotowym o wartości 171 Nm. Od 1992 moc tego silnika została zwiększona do 140 KM, natomiast maksymalny moment obrotowy wynosił 164 Nm. W 1992 roku do oferty dołączył (oparty na jednostce B16A o mniejszej pojemności) silnik 1.7 16V DOHC VTEC (B17A1) o mocy 160 KM i maksymalnym momencie obrotowym 159 Nm. Ta wersja silnikowa była dostępna tylko na amerykańskim rynku, występowała wyłącznie w nadwoziu 3-drzwiowym oraz była oznaczana symbolem GS-R. Wersja GS-R różniła się od innych lepszym wyposażeniem wnętrza, innym wykończeniem oraz stylizacją, na rynku USA dostępna była tylko w trzech kolorach: czerwonym, białym oraz morskim. Na rynku kanadyjskim dostępne były barwy: czerwona, czarna oraz morska. Integra GS-R to dość rzadki model, wyprodukowano w sumie tylko około 5000 egzemplarzy.
Na pozostałych rynkach Honda Integra oferowana była z silnikami 1.6 16V SOHC (ZC) o mocy 105 KM (135 Nm) i 120 KM (142 Nm), oraz 1.6 16V DOHC VTEC (B16A) o mocy 160 KM (152 Nm) lub 170 KM (153 Nm) z manualną skrzynią biegów i 155 KM (150 Nm) z przekładnią automatyczną.
Podobnie jak poprzednik, II generacja Hondy Integry nie była oficjalnie oferowana na rynku europejskim.

## Honda Integra III
Trzecia generacja Hondy Integry została wprowadzona do sprzedaży na rynku japońskim w 1993 roku, natomiast jako Acura, na rynku amerykańskim, pojawiła się w 1994 roku. Podobnie jak poprzednik występowała jako hatchback (DC1, DC2, DC4) i sedan (DB6, DB7, DB8, DB9). Wersja amerykańska różniła się przednią częścią nadwozia, mianowicie miała cztery osobne okrągłe reflektory i inny zderzak. Natomiast wersja japońska miała klasyczne podłużne światła.

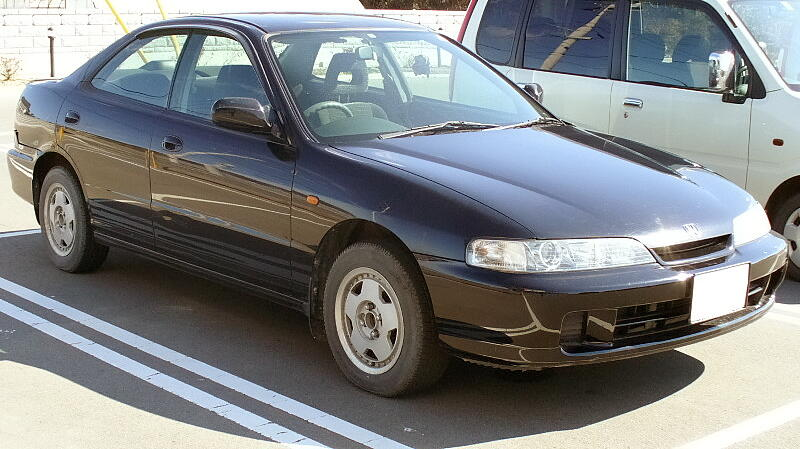
Honda Integra III sedan

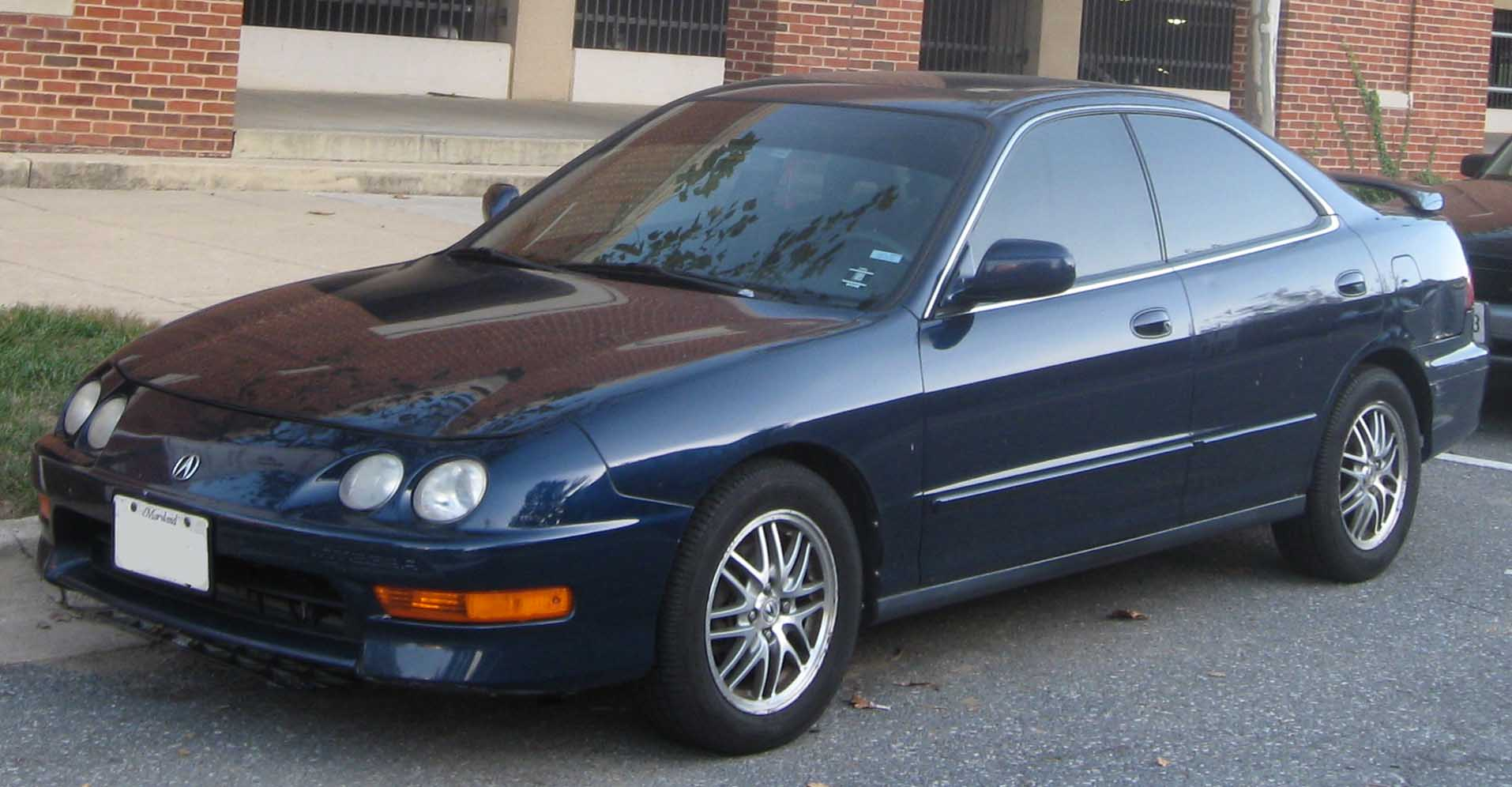
Acura Integra III sedan

W japońskiej wersji Integry były montowane silniki 1.6 16V SOHC (ZC) o mocy 105 KM (135 Nm) i 120 KM (142 Nm), a także silniki 1.8 16V DOHC VTEC o mocy 180 KM ze skrzynią manualna oraz 170 KM z przekładnią automatyczną, oba o maksymalnym momencie obrotowym wynoszącym 175 Nm. Od 1995 roku montowany był też silnik 1.8 16V DOHC VTEC (B18C) o mocy 200 KM i 186 Nm momentu obrotowego. Silnik ten występował tylko w sportowej wersji Type R, jako sedan i hatchback. Integra Type R przyśpieszała do 100 km/h w ciągu 6 sekund. Integra z nadwoziem typu sedan i mocniejszym silnikiem 1.6 była także dostępna z napędem na 4 koła.
Acura Integra była oferowana z podstawowym silnikiem 1.8 16V (B18B1 w wersjach DC4 i DB7) DOHC o mocy 142 KM i 172 Nm momentu obrotowego oraz z mocniejszą jednostką 1.8 16V DOHC VTEC (B18C1) o mocy 170 KM i 173 Nm momentu obrotowego. W 1997 roku na rynku amerykańskim także pojawiła się Integra Type R, montowano w niej silnik 1.8 16V DOHC VTEC (B18C5) o mocy 195 KM i 180 Nm momentu obrotowego. Silnik ten pozwalał na przyśpieszenie do 100 km/h w czasie 6.2 sekundy. Wersja Type R na północnoamerykańskim rynku występowała wyłącznie jako hatchback.
W 1998 roku Integra oferowana w Ameryce Północnej przeszła facelifting. Zmieniono przednie reflektory na trochę większe oraz zderzak na bardziej agresywny. Tyle światła były w całości czerwone, a tylny zderzak został przemodelowany. Pojawiły się także mniejsze modyfikacje we wnętrzu oraz w elektryce i mechanice auta. Z rynku kanadyjskiego wycofano z oferty wersję sedan, zastępując ją modelem Acura EL, będącym amerykańska wersją Hondy Domani.

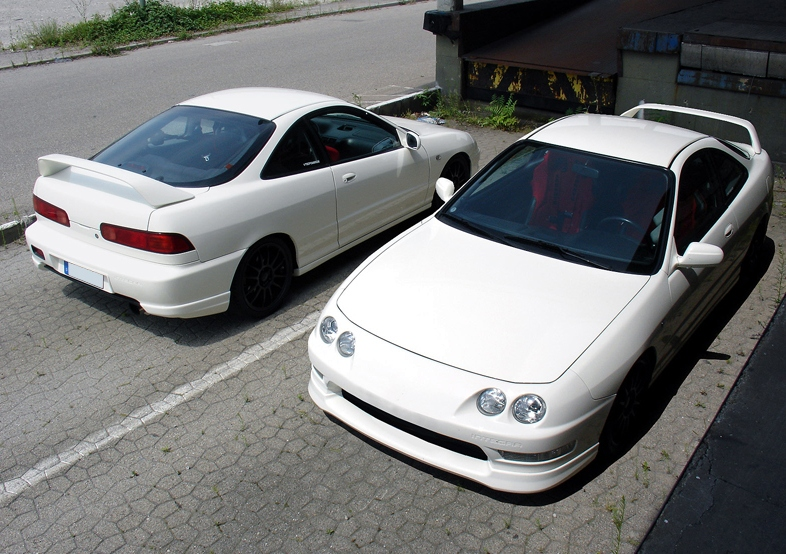
Honda Integra Type R Euro Spec

### Honda Integra Type R Euro Spec
Model Integra Type R został wprowadzony na rynki niektórych krajów europejskich w 1998 roku i był oferowany do końca produkcji tej generacji Integry, czyli do 2001 roku. Europejska Integra Type R stylistycznie jest taka sama jak Acura Integra. Występowała tylko jako hatchback. Model ten został wprowadzony na europejski rynek celem umocnienia pozycji Hondy jako producenta aut o sportowym charakterze.
Auto było wyposażone w silnik 1.8 16V DOHC VTEC (B18C6) o mocy 190 KM i maksymalnym momencie obrotowym wynoszącym 179 Nm. Pozwalał on na przyśpieszenie do 100 km/h w czasie 6,7 sekundy i rozpędzenie się do 233 km/h. Silnik był ręcznie wykańczany, co przełożyło się na wysoką cenę. Montowano wyłącznie 5-biegową manualną skrzynię biegów. Wersja Type R była lżejsza w stosunku do podstawowych wersji, zmniejszono izolację dźwiękową oraz zastosowano szyby o zmniejszonej o 10% grubości, zamontowano także lżejsze felgi. Zawieszenie zostało przekonstruowane oraz utwardzone i obniżone o 15mm, co odbijało się na komforcie jazdy, jednak pozwalało na znakomitą przyczepność. Dodatkowo Integra Type R była wyposażona w szperę typu Torsen, która miała za zadanie polepszyć trakcję oraz zmniejszyć podsterowność. Modyfikacjom został poddany także układ hamulcowy, średnica przednich tarcz została zwiększona do 282 mm, natomiast tylnych do 260 mm. Z zewnątrz samochód różnił się przednim zderzakiem oraz tylnym, większym spoilerem, a także specjalnie zaprojektowanymi felgami. We wnętrzu znajdowały się lekkie, sportowe fotele Recaro oraz kierownica firmy MOMO, a także wykończenie deski rozdzielczej materiałem imitującym karbon. Celem zmniejszenia masy, auto było pozbawione klimatyzacji.
Przez wiele pism motoryzacyjnych Integra Type R była określana mianem najlepszego przednionapędowego auta jakie kiedykolwiek powstało.

## Honda Integra IV
Kolejna generacja Hondy Integry była dostępna na rynku Ameryki Północnej jako Acura RSX. Na pozostałych rynkach oferowana była pod niezmienioną nazwą. Auto było produkowane tylko jako 2-drzwiowe coupé (DC5).
Nowy model pojawił się w 2001 roku. Na rynku północnoamerykańskim Acura RSX została wprowadzona do sprzedaży w 2002 roku i była dostępna w podstawowej wersji RSX oraz topowej RSX Type S. Natomiast jako Honda auto było dostępne w wersjach Integra iS oraz Integra Type R. Jednak Integra Type R sprzedawana na rynku Oceanii była bliższa technicznie modelowi RSX Type S. W Kanadzie z kolei występowały trzy wersje RSX: podstawowa Base, wzbogacona Premium oraz topowa Type S. Na pozostałych rynkach dostępna była tylko podstawowa wersja.

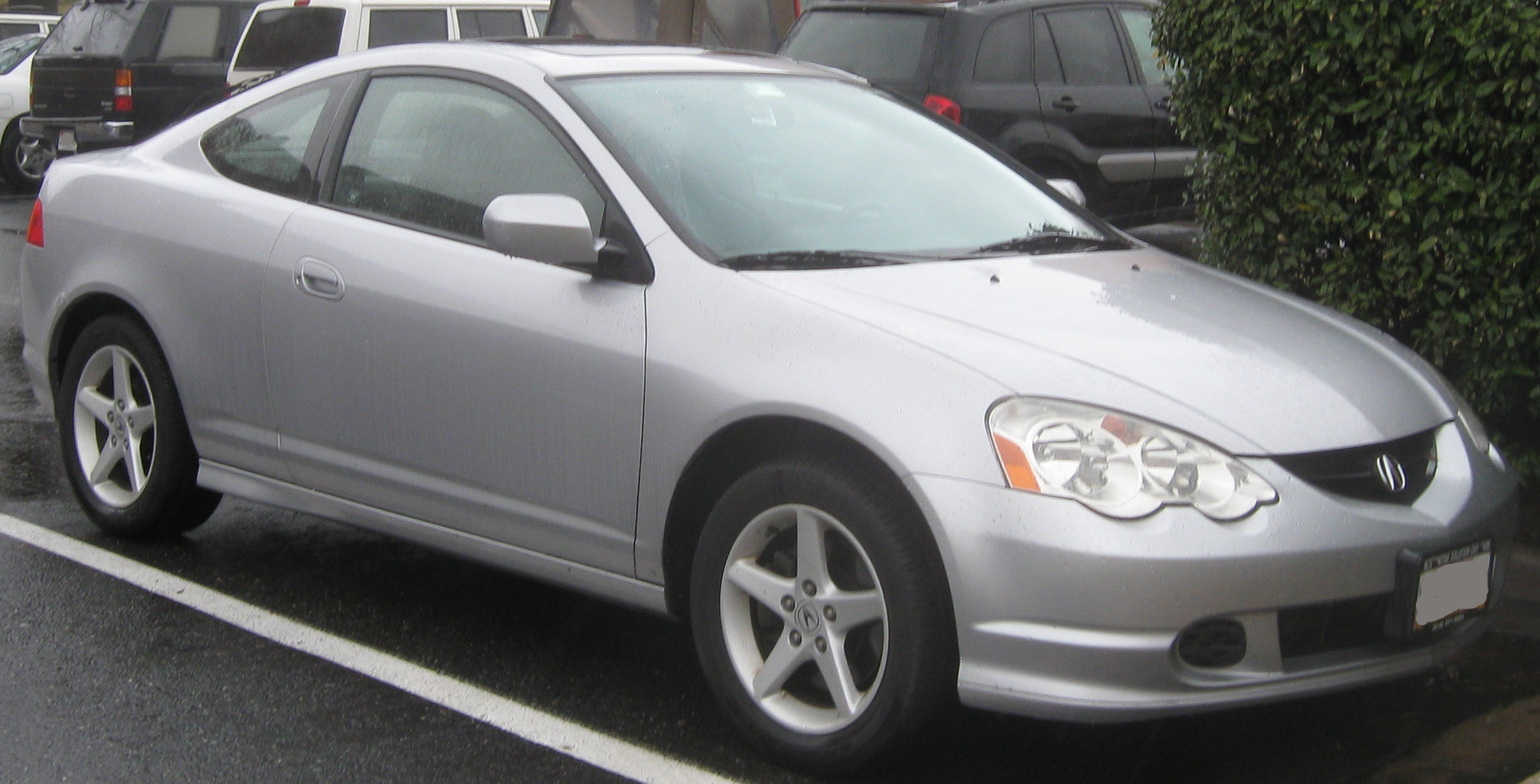
Acura RSX 2002-2004

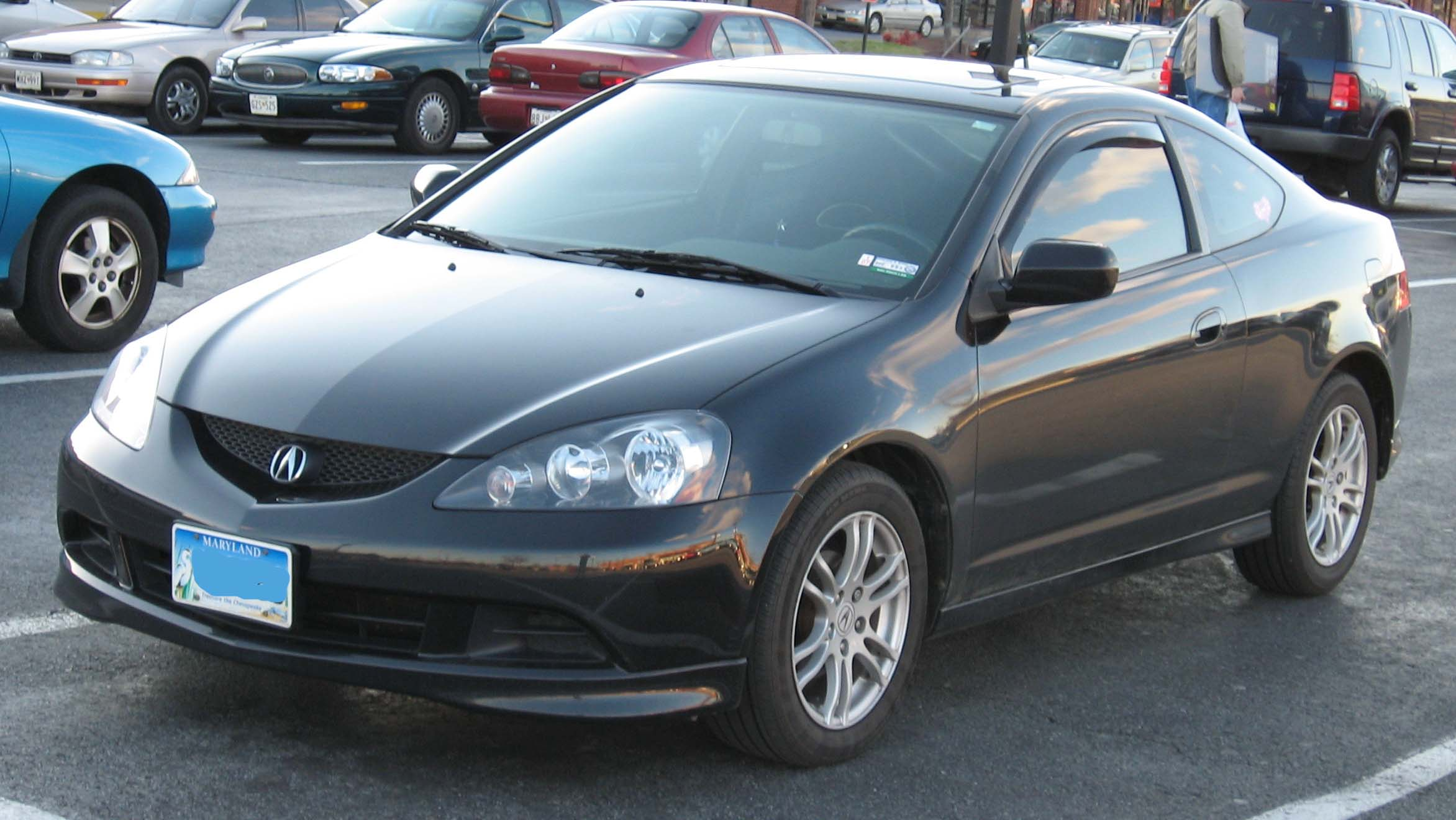
Acura RSX 2005-2006

Integra DC5 zbudowana została na nowej platformie podłogowej, wykorzystywanej później przez Honde Civic VII generacji. Była to znacząca zmiana, gdyż poprzednia generacja opierała się na płycie podłogowej wykorzystywanej od 1994 roku. Zawieszenie oparte zostało na kolumnach McPhersona z przodu i podwójnych wahaczach z tyłu. Dotychczasowe silniki zostały zastąpione nowymi jednostkami serii K o pojemności 2.0 l, wyposażonymi w nową generację systemu VTEC - iVTEC, pozwalającego na jeszcze korzystniejszy przebieg krzywej momentu obrotowego.
W 2004 roku został przeprowadzony facelifting modelu. Samochód otrzymał przestylizowane zderzaki oraz zmienione reflektory i światła tylne. W ofercie pojawiły się także nowe kolory nadwozia. Odświeżono także wygląd wnętrza i deski rozdzielczej. Ważniejsze zmiany zaszły pod karoserią, między innymi:
- zmodyfikowano i obniżono o 6 mm zawieszenie dla lepszego prowadzenia,
- zastosowano mocniejsze drążki stabilizacyjne,
- poprawiono układ kierowniczy dla lepszej precyzji prowadzenia,
- zmodyfikowano układ hamulcowy,
- zwiększono sztywność nadwozia o 15% z przodu i 21% z tyłu,
- zredukowano wibracje i hałas,
- zainstalowano dodatkowe wygłuszenia na drzwiach i dachu.

Podstawową jednostką napędowa Integry/RSX był silnik 2.0 16V DOHC VTEC (K20A3) o mocy 160 KM i maksymalnym momencie obrotowym 191 Nm, oferowany był zarówno ze skrzynią manualną jak i automatyczną. W modelu Acura RSX Type S w latach 2001–2004 montowano silnik (K20A2) o takiej samej pojemności, ale mocy wynoszącej 200 KM i 193 Nm momentu obrotowego. W późniejszym okresie, od 2005 roku do zakończenia produkcji, stosowano zmodyfikowaną jednostkę (K20Z1) o mocy 210 KM i 194 Nm momentu obrotowego. Oba mocniejsze silniki były oferowane wyłącznie z 6-biegową skrzynią manualną.
Produkcję modelu Integra zakończono w 2006 roku, nie zaprezentowano następcy. Pośrednio model Integra zastępuje Honda Civic.

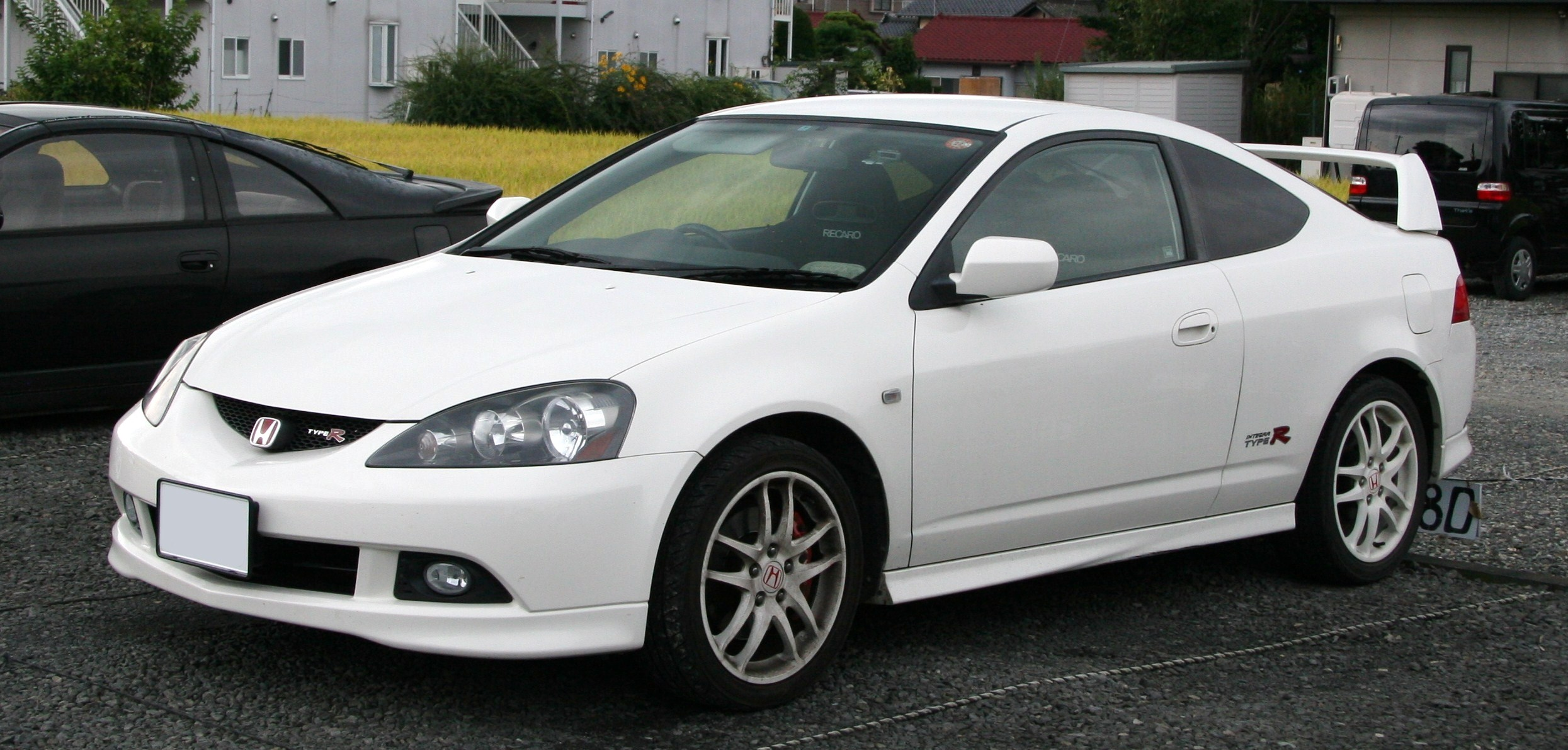
Honda Integra Type R

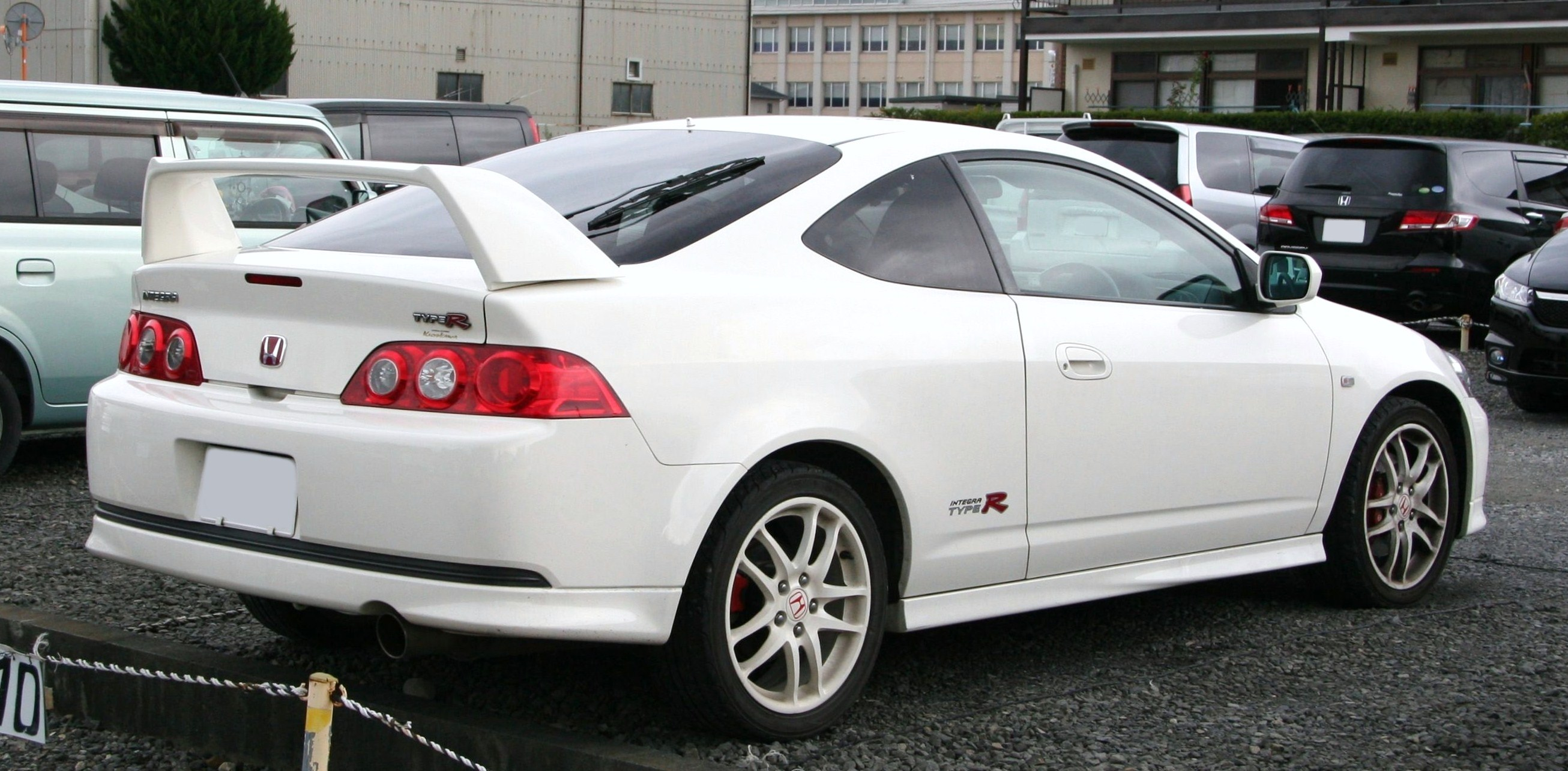
Honda Integra Type-R tył

### Honda Integra Type R
Wraz z wprowadzeniem na rynek nowej Integry pojawiła się też jej topowa odmiana. Auto było wyposażone w nowy silnik 2.0 16V DOHC VTEC (K20A) o mocy 220 KM i maksymalnym momencie obrotowym wynoszącym 206 Nm, łączony z 6-biegową skrzynią manualną o krótkich skokach lewarka. Moc maksymalna osiągana była przy 8000 obr./min, natomiast maksymalny moment przy 7000 obr./min. Przednie hamulce otrzymały tarcze o średnicy 300 mm oraz 4-tłoczkowe zaciski firmy Brembo i klocki hamulcowe Ferodo. Fabrycznie montowane były 17-calowe felgi oraz opony Bridgestone Potenza RE040 lub Yokohama A046 w rozmiarze 215/45/17. Wzrost sztywności nadwozia oraz twardsze amortyzatory i sprężyny, w stosunku do poprzedniego modelu, przyczyniły się do lepszego zachowania auta w zakrętach. Podobnie jak poprzednik nowy Type R był wyposażony w dyferencjał o ograniczonym uślizgu. Wewnątrz znajdywały się sportowe fotele Recaro, skórzana kierownica MOMO, a także aluminiowe pedały i dźwignia zmiany biegów. Z zewnątrz samochód odróżniał się zmodyfikowanymi zderzakami oraz tylnym, wysokim spoilerem.
Integra Type R rozpędzała się od 0 do 100 km/h w czasie 6 s i mogła rozwinąć prędkość 232 km/h.
Model Type R IV generacji Integry nie był nigdy oficjalnie dostępny na europejskim rynku, wynikało to z obawy Hondy przed wewnętrzną konkurencją, jaką model Integra Type R byłby dla Hondy Civic Type R, zbliżonej wymiarami, ceną i osiągami.

## Honda Integra SJ

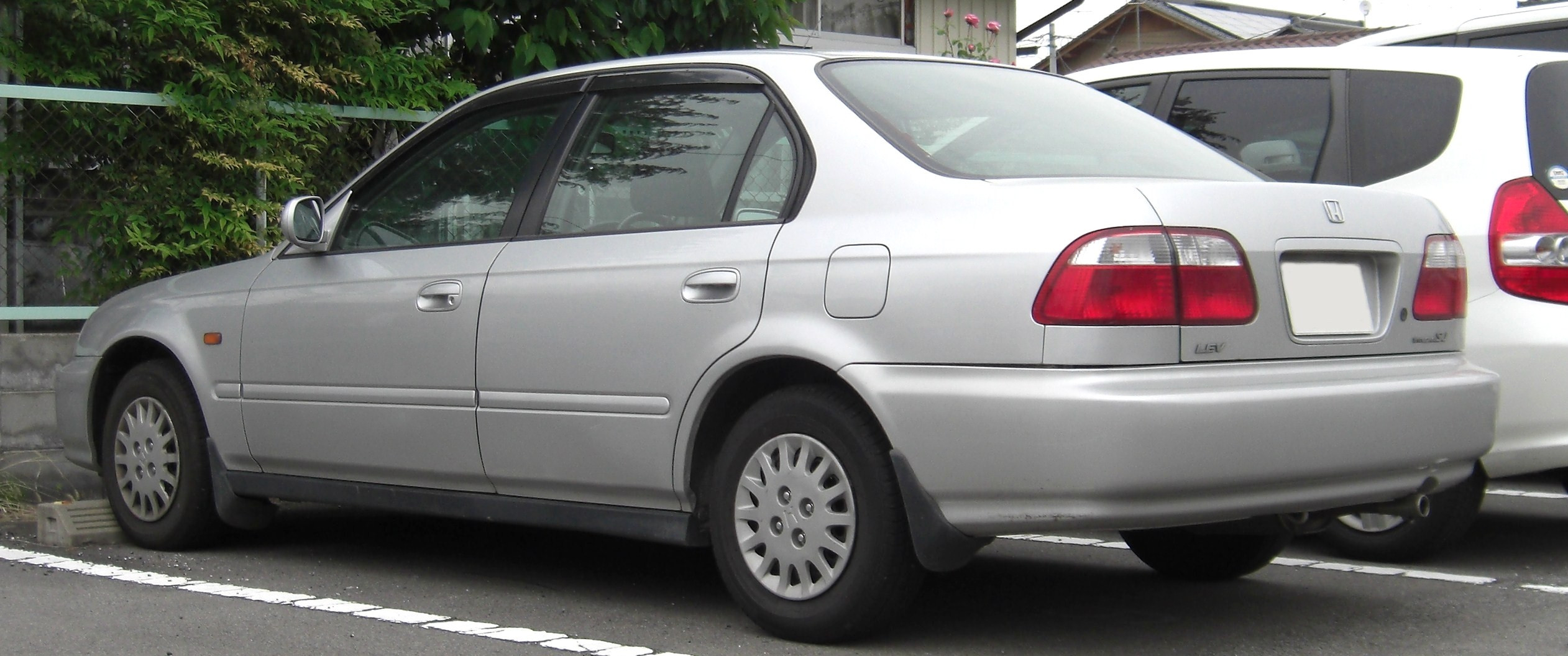
Honda Integra SJ

Honda Integra SJ (SJ – "sedan joyful") to właściwie bogatsza wersja Civica Ferio (w Europie oferowanego jako Honda Civic sedan VI generacji), ze zmodyfikowanymi reflektorami i grillem oraz większymi tylnymi światłami. Auto było produkowane w latach 1996–2001. Montowano w nim silniki 1.5 16V SOHC o mocy 105 i 130 KM oraz odpowiednio 134 i 140 Nm momentu obrotowego oraz silnik 1.6 16V SOHC o mocy 120 KM i maksymalnym momencie obrotowym wynoszącym 140 Nm. Prezentując ten model Honda chciała wprowadzić bardziej elegancką wersję Civica i sprzedawać ją pod bardziej prestiżową nazwą. Auto było produkowane tylko w wersji z kierownicą po prawej stronie. Integra SJ była także sprzedawana w Tajlandii jako Isuzu Vertex.